# Adrien Péladan
Dr. Adrien Péladan (Nîmes 18 juni 1844 - 29 september 1885), was de zoon van de Ridder Adrien Péladan en broer van de Sâr Joséphin Péladan.
Adrien Péladan was in zijn tijd een bekend homeopaat en promoveerde met homeopathie als thesis. Hij publiceerde enkele boeken over geneeskunde en homeopathie en stichtte het tijdschrift  L’ Homéopathie des familles et des médecins.Daarnaast was hij ook magnetiseur.
Op 41-jarige leeftijd stierf Péladan door vergiftiging, doordat een apotheker uit Leipzig een noodlottige fout had gemaakt in de verdunning van een homeopathisch geneesmiddel op basis van strychnine. Het middel dat hij voor een patiënte had besteld in de derde decimale verdunning werd te geconcentreerd afgeleverd. Toen hij zijn patiënte het geneesmiddel op haar vingertop liet proeven, riep ze uit dat het verschrikkelijk bitter smaakte. Om zeker te zijn, proefde hij er zelf van. Zijn patiënte stortte even later neer op straat en kon nog worden gered. Hijzelf bleef thuis en overleed.
Naast arts was Adrien Péladan eveneens een erudiet op esoterisch gebied en legateerde aan zijn broer Joséphin Péladan een enorme verzameling esoterische boeken en een neo-tempeliersinwijding.